# Bihl & Woltz

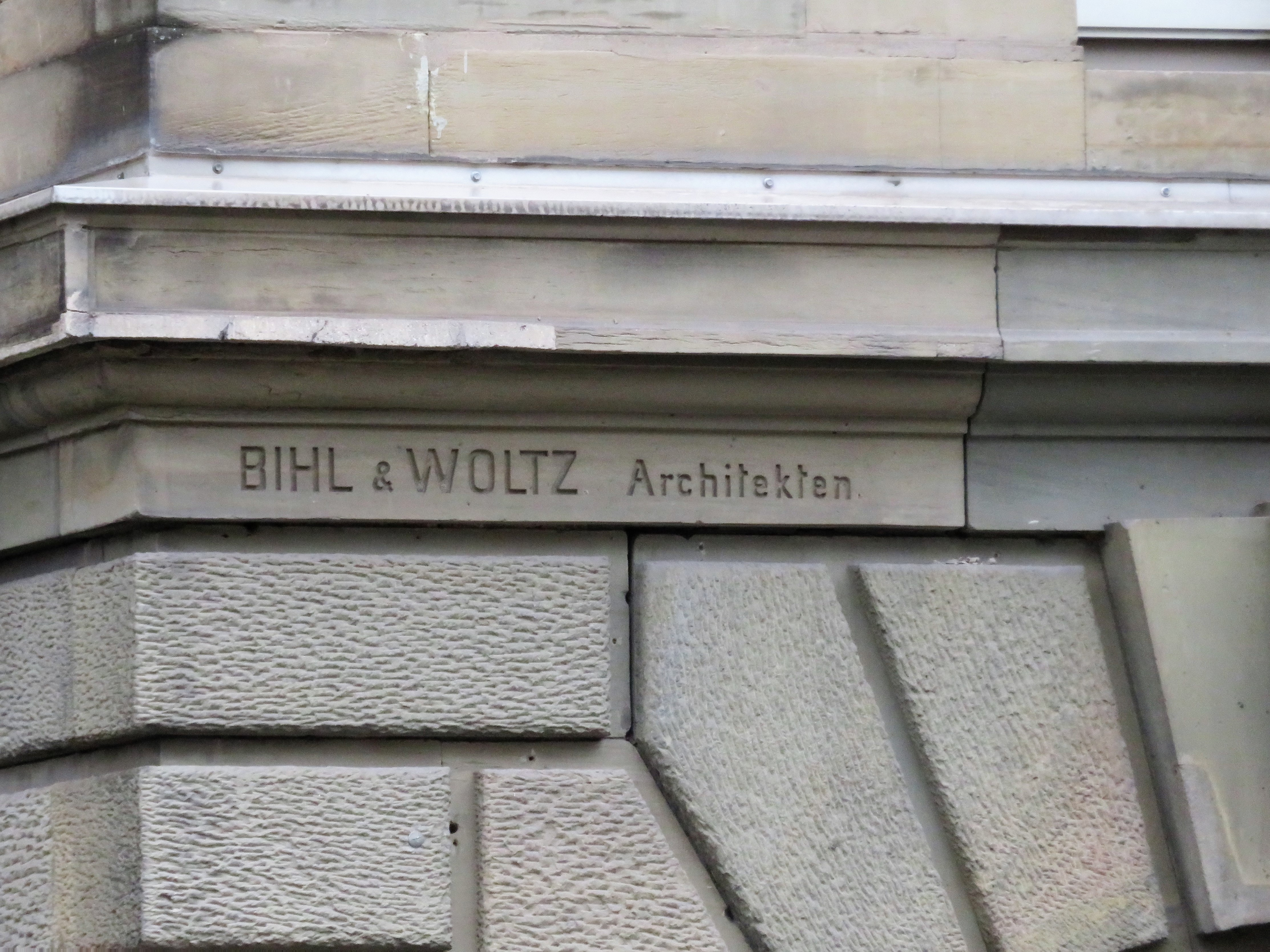
Inschrift „Bihl & Woltz Architekten“ am ehemaligen Verwaltungsgebäude der Allgemeinen Deutschen Versicherungsgesellschaft in Stuttgart

Bihl & Woltz war eine deutsche Architektensozietät mit Sitz in Stuttgart, die von Ende der 1880er- bis in die 1930er-Jahre bestand und in ganz Württemberg sowie vor allem in der Landeshauptstadt Stuttgart tätig war. Die Sozietät zählte Ende des 19. und Anfang des 20. Jahrhunderts zu den bekanntesten Architektenbüros in Stuttgart und Württemberg und trug wesentlich zur Überwindung des Historismus in Württemberg bei. Etliche erhaltene Gebäude von Bihl & Woltz stehen unter Denkmalschutz.

## Geschichte

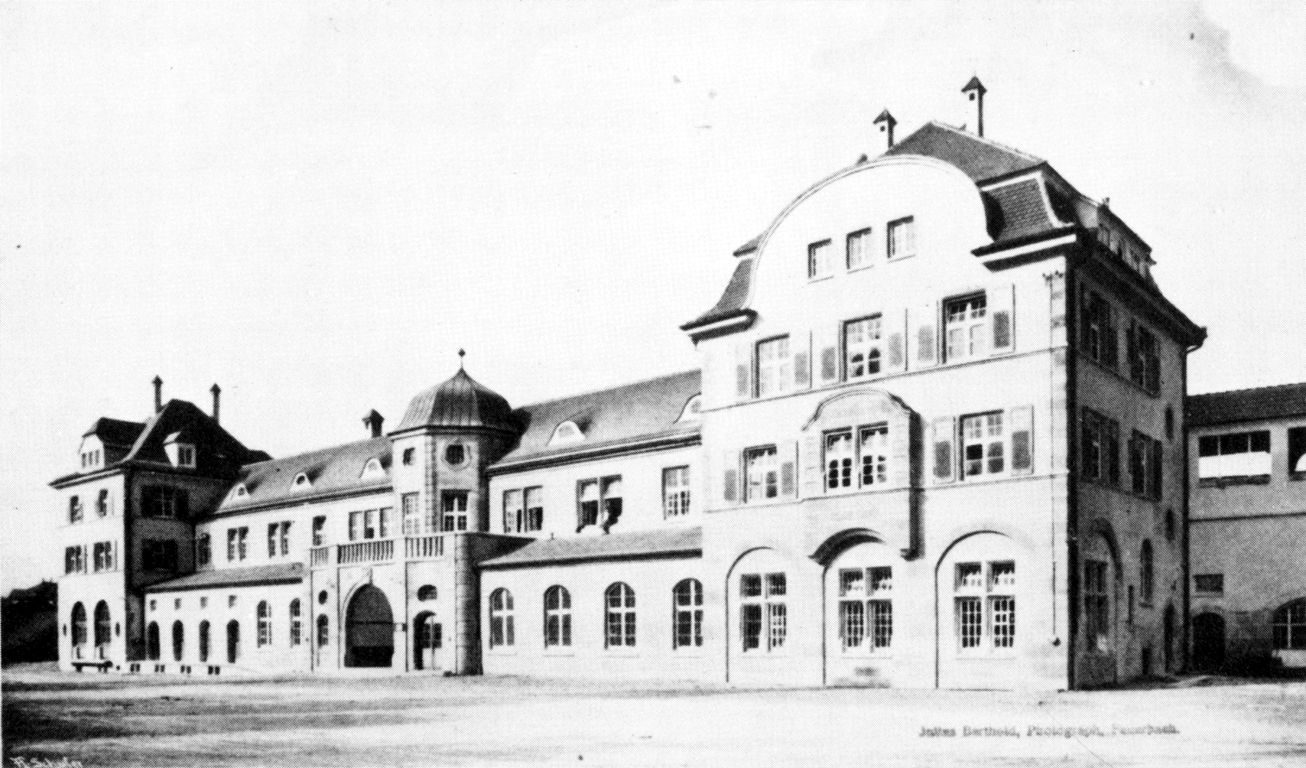
Empfangsgebäude des Bahnhofs Feuerbach (Fassadengestaltung, 1909)

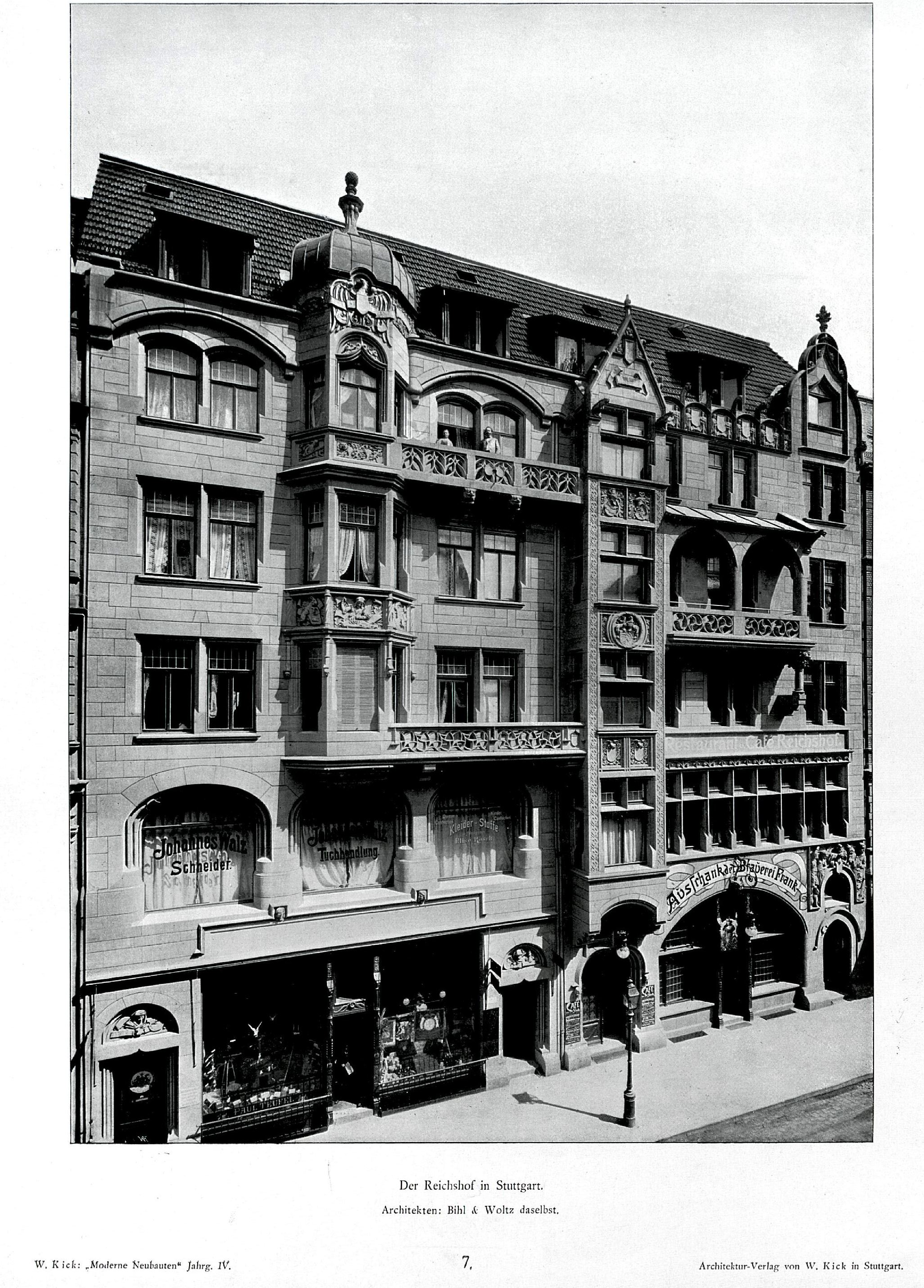
Geschäfts- und Mietshaus mit Restaurant/Café „Reichshof“ in Stuttgart-Mitte, Tübinger Straße 17A u. 17B (1897)

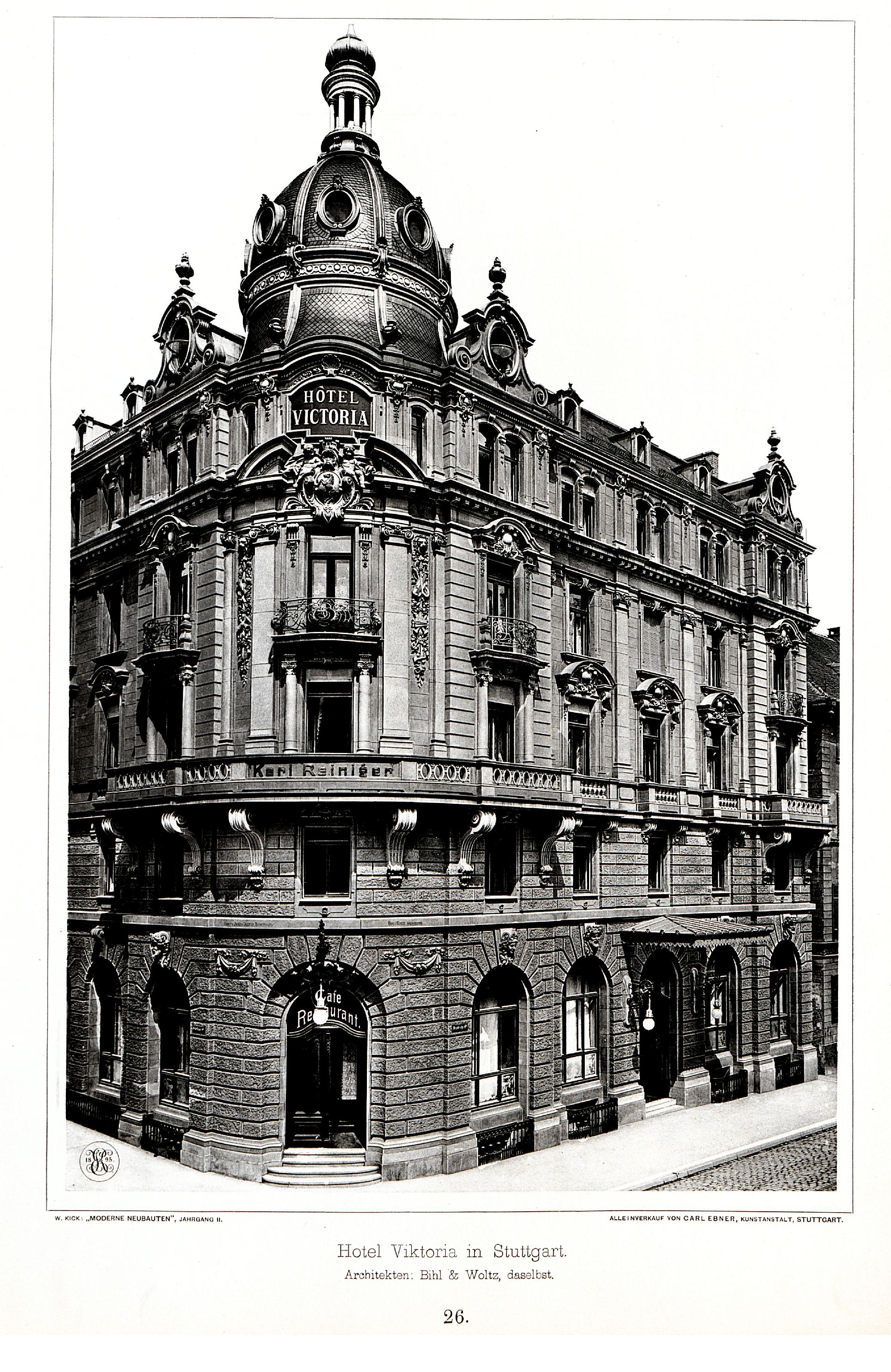
Ehemaliges Hotel Victoria in Stuttgart-Mitte (1894, nicht erhalten)

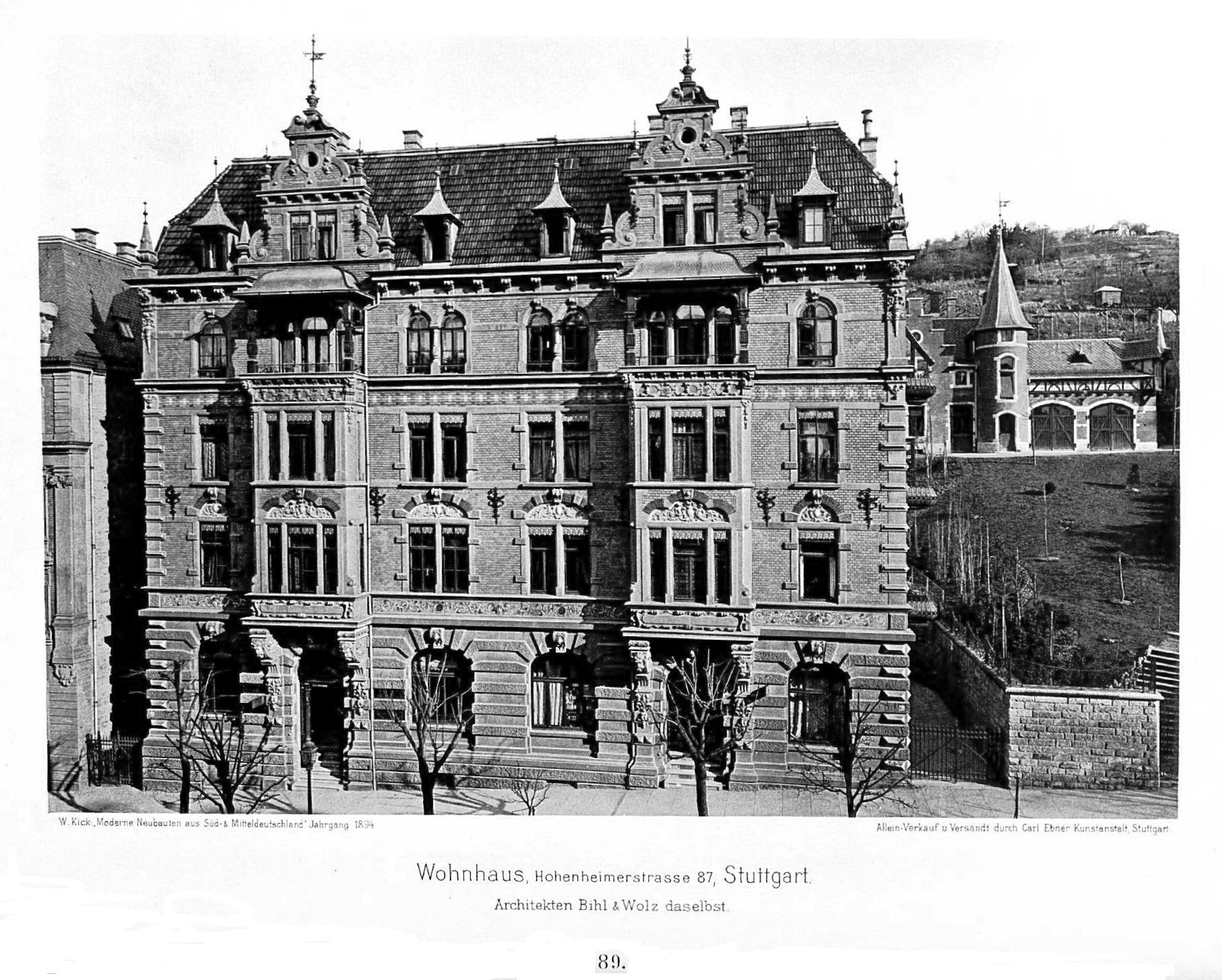
Doppelmietshaus in Stuttgart-Mitte, Hohenheimer Straße 85 und 87 (1891)

Die Sozietät wurde 1891 von den Architekten Georg Friedrich Bihl (1847–1935) und Alfred Woltz (1861–1935) in Stuttgart gegründet. Bihl und Woltz wurden jeweils später mit dem Ehrentitel Baurat ausgezeichnet. Die Sozietät war bis in die 1930er Jahre aktiv.
Bihl & Woltz entwarfen und bauten vor allem zahlreiche Wohn- und Geschäftshäuser, außerdem z. B. Gewerbe-, Krankenhaus-, Rathaus-, Schul- und Sakralbauten. Das Büro betätigte sich auch im Industriebau und stand damit unter anderem in Konkurrenz zu den Stuttgarter Architektenbüros von Philipp Jakob Manz und Ludwig Eisenlohr & Carl Weigle, trat jedoch nicht als „spezialisiertes Büro“ auf. Das Büro beteiligte sich mehrmals erfolgreich an Architektenwettbewerben und wurde außerdem zu beschränkten Wettbewerben eingeladen; so ging zum Beispiel der Auftrag für den 1913 fertiggestellten Neubau des Rathauses in Schramberg auf einen Wettbewerbserfolg zurück. Bihl & Woltz werden zu den Architekten gerechnet, „die zur Überwindung des Historismus in Württemberg wesentliche Beiträge geleistet haben“.
Mehrere Bauten des Büros fanden zeitgenössisch Aufnahme in das Mappenwerk Moderne Neubauten, dessen Anspruch es war, eine „Auswahl der besten Architektur der bedeutendsten Architekten“ vorzustellen. Publiziert wurden hier mindestens vier verschiedene Bauten des Büros Bihl & Woltz. In der 1993 erschienenen Neuauflage des Dehio-Handbuchs für Baden-Württemberg (Teil I) werden mehrere der unter Denkmalschutz stehenden Gebäude von Bihl & Woltz erwähnt, darunter in Stuttgart die ehemalige Hofbuchdruckerei Greiner & Pfeiffer, das ehemalige Verwaltungsgebäude des Allgemeinen Deutschen Versicherungsvereins und die ehemalige Brauerei Bachner (vgl. Literatur).
Ein Bestand von Unterlagen der Sozietät Bihl & Woltz wurde im Jahr 1992 vom Urenkel des Architekten Georg Friedrich Bihl dem Hauptstaatsarchiv Stuttgart überlassen. Es handelt sich dabei um Zeichnungen und Akten für Bauten in Stuttgart und ganz Württemberg, die einen Zeitraum von etwa 1889 bis 1935 umfassen. Dieses Archivgut im Umfang von über 37 Regalmetern wird derzeit archivarisch erschlossen.

## Bauten
- 1891: Doppelmietshaus in Stuttgart-Mitte, Hohenheimer Straße 85 und 87 (im Stil des Historismus / Übergang zur Neorenaissance)
- 1893: Doppelmietshaus mit Gaststätten in Stuttgart-Mitte, Bopserstraße 18 (im Stil der Neorenaissance)[9]
- 1894: Hotel Victoria (auch Hotel Viktoria) in Stuttgart-Mitte, Friedrichstraße 28 (im spätklassizistisch-historistischen Stil; das Gebäude wurde während des Zweiten Weltkriegs zerstört und seine Ruine nach dem Krieg abgerissen)[10]
- 1894: Hofbuchdruckerei Greiner & Pfeiffer (später: Württembergische Gaszählerfabrik J. Braun) in Stuttgart-Mitte, Christophstraße 40 (1915 um Nr. 38 erweitert von Rudolf Schweitzer)
- 1897: Wohn- und Geschäftshaus mit Restaurant/Café „Reichshof“ in Stuttgart-Mitte, Tübinger Straße 17A und 17B[11]
- 1898, 1902, 1913: Verwaltungsgebäude für den Allgemeinen Deutschen Versicherungsverein in Stuttgart, Olgastraße 18–20 (Realisierung in 3 Bauabschnitten)[12]
- 1900: Maschinen- und Sudhaus der Brauerei Bachner in Stuttgart-West, Hasenbergstraße 31
- 1901: Villa Herdweg 59 in Stuttgart; Anbau für Dr. med. M. Fischer ab 1903 ausgeführt
- 1902: Wohn- und Geschäftshaus Tübinger Straße 92 in Stuttgart (unter Beteiligung von Gustav Rath)[13]
- 1908: Friedhofskapelle in Waiblingen (achteckiger Zentralbau in neoromantischen Formen)[14]
- 1909: Fassadengestaltung des Empfangsgebäudes des Bahnhofs Feuerbach in Feuerbach (im Stil des Neobarock), im Auftrag der Königlich Württembergischen Staats-Eisenbahnen[15]
- 1911: Linden-Museum (Staatliches Museum für Völkerkunde) am Hegelplatz in Stuttgart (gemeinsam mit dem Stuttgarter Architekten Georg Eser; Neuklassizismus süddeutscher Prägung)[16]
- 1912: Gewerbeschule in Schwäbisch Hall, Gymnasiumstraße 4 (im Stil des Neuklassizismus)[17]
- 1913: Rathaus der Stadt Schramberg[4]
- 1913: Villa Wannenstraße 18 in Stuttgart für den Fabrikanten Wilhelm Maurer
- 1916: Tropengenesungsheim (heute Tropenklinik Paul-Lechler-Krankenhaus) in Tübingen für das Deutsche Institut für Ärztliche Mission (Difäm)